# Petaling Jaya City FC
El Petaling Jaya City FC fue un equipo de fútbol de Malasia que jugó en la Superliga de Malasia, la primera división de fútbol del país.

## Historia
Fue fundado el 26 de abril de 2004 en la ciudad de Petaling Jaya del estado de Selangor con el nombre MIFA (Malaysian Indian Football Association) como el equipo que representara a la población de origen indio en el país.
El 4 de marzo de 2014 se fusionan con la MISC (Malaysian Indian Sports Council) y dan origen al MISC-MIFA para tener a un equipo que los representara en la Liga FAM, la tercera división nacional. El 10 de octubre de 2016 el club logra el ascenso a la Liga Premier de Malasia, alcanzando en 2017 la segunda ronda de la Copa FA de Malasia.
En 2018 termina en tercer lugar de la Liga Premier de Malasia, por lo que logra el ascenso a la Superliga de Malasia tomando el lugar del Felcra FC, equipo que abandonó la liga, cambiando su nombre por el de Petaling Jaya City FC el 16 de enero de 2019 por cambios en su directiva.
El club desapareció en 2022.

## Palmarés
- Malaysia FAM League (1): 2016
- France International Indian Tournament (1): 2014